# Kennzahl
Eine Kennzahl oder Index ist eine Zahl zur Quantifizierung eines naturwissenschaftlich-technischen, betrieblichen oder wirtschaftlichen Zusammenhangs. Dabei existiert aber in der Literatur keine einheitliche Definition für den Begriff Kennzahl. Vielfach werden mit derselben Bedeutung auch die Bezeichnungen Kenngröße, Kennwert oder Kennziffer verwendet.

## Allgemeines
Kennzahlen sind quantifiziert angegebene Merkmale zu einer im jeweiligen Zusammenhang wichtigen Bedeutung. Oft sind sie quantitative Angaben, die Sachverhalte durch Verdichtung des Wissens über die Realität darstellen. Interessenten (Öffentlichkeit, Medien, Analysten, Experten) sollen sich aufgrund von Kennzahlen Meinungen bilden, Beurteilungen abgeben, Rangfolgen herstellen, eine Auswahl oder andere Entscheidung treffen können.
Vielfach sind Kennzahlen gar keine (reinen) Zahlen, sondern mit Einheiten oder technischen Daten versehen (beispielsweise Meter, Watt, Euro, Stunde). Für diese ist die Bezeichnung „Kenngröße“ besser geeignet in Analogie zur Festlegung der physikalischen Größe.

## Arten
Grob lassen sich Kennzahlen gliedern in:
- absolute Kennzahlen: z. B. Fahrzeit, Gesamtkosten, Betriebsgröße, Kapazität, Energieverbrauch;
- relative Kennzahlen (Verhältniszahlen[7]):
  - mit Angabe einer Maßeinheit: z. B. Stückkosten, Spesen pro Tag, Umsatz pro Kunde, Temperaturausdehnungskoeffizient,
  - ohne Angabe einer Maßeinheit: z. B. Krankenstand, Umsatzrendite, Preisindex, Absorptionsgrad.

Hierzu gehören auch die Quotienten aus zwei Größen mit derselben Einheit, z. B. Wirkungsgrad.

## Naturwissenschaften/Technik
In Physik und Chemie gibt es eine unübersehbar große Anzahl von Kenngrößen.
- Beispiele sind: Permeabilitätszahl, Brechungsindex, Massenanteil, Volumenkonzentration, Mach-Zahl. Diese Beispiele haben sämtlich die Einheit Eins. Sie werden (vorzugsweise wenn kleiner als eins) auch in Hilfsmaßeinheiten wie Prozent, Promille, ppm angegeben.

Hinzu kommen Kenngrößen, die Bauteile oder Geräte spezifizieren.
- Beispiele sind: zulässige elektrische Leistung eines Widerstands, Wellenwiderstand oder Leiterquerschnitt bei einer elektrischen Leitung, Wärmeübergangskoeffizient eines Fensters. Bei diesen Beispielen sind die Kenngrößen in physikalische Einheiten anzugeben, hier konkret (ausgedrückt durch Einheitenzeichen) W, {\displaystyle \Omega }, mm2, W/(m2·K).

## Materialwissenschaften
Als Beispiele aus der großen Anzahl von Werkstoffkennwerten seien genannt
- Elastizitätsmodul, Druckfestigkeit in der Einheit N/m2,
- Schmelzpunkt in der Einheit Grad Celsius,
- Bruchdehnung in der Einheit Eins.

## Statistik
In der mathematischen Statistik existieren verschiedene Kennzahlen. Mit diesen Kennzahlen gelingt es zum Beispiel in der deskriptiven Statistik, sich mit wenigen quantitativen Daten bereits eine gute Übersicht über Verteilungen, Mittelwerte etc. zu verschaffen. Als Beispiele für statistische Kennzahlen seien genannt:
- Arithmetisches Mittel
- Kurtosis
- Median
- Modalwert
- Schiefe einer Verteilung
- Varianz etc.

## Wirtschaftswissenschaften
- In der Volkswirtschaftslehre werden ökonomische Indikatoren zur Veranschaulichung gesamtwirtschaftlicher Entwicklungen verwendet, beispielsweise innerhalb der Volkswirtschaftlichen Gesamtrechnung; diese werden auch ökonomische Kennzahlen genannt. Wichtige volkswirtschaftliche Kennzahlen sind hier Arbeitslosenquote, Bruttoinlandsprodukt oder Staatsschuldenquote. Volkswirtschaftliche Kennzahlen verdichten das in einer Volkswirtschaft anfallende Datenmaterial.[8]
- In der Betriebswirtschaftslehre werden betriebswirtschaftliche Kennzahlen zur Beurteilung von Unternehmen sowie zur Festlegung von Unternehmenszielen und zur Messung ihrer Erreichung verwendet. Kennzahlen werden unter anderem eingesetzt, um Geschäftsprozesse messbar (und damit steuerbar) zu machen. Sie werden in dieser Funktion auch von Normen (z. B. ISO/TS 16949) explizit gefordert und vorgeschrieben. Beispiele sind Anlagenintensität, Eigenkapitalquote oder Geschäftsvolumen. Betriebswirtschaftliche Kennzahlen verarbeiten die Unternehmensdaten.[9]
- Bei der Bewertung von Wertpapieren werden Finanzkennzahlen wie Dividendenrendite, Kurs-Gewinn-Verhältnis (bei Aktien) oder Emissions- und Umlaufrendite (Anleihen) eingesetzt.
- Im Prozessmanagement von Rechenzentren und in der IT-Infrastruktur von Unternehmen durch ITIL wird die Qualität von Prozessen in Key Performance Indicators (d. h. Leistungskennzahlen) erfasst und bewertet. Demgegenüber gibt es noch eine weitere Kategorie – die Analysekennzahlen, die vor allem zur Detailanalyse im Abweichungsfall verwendet werden.
- In der Betriebswirtschaft gibt es ein Kennzahlensystem.

In den Wirtschaftswissenschaften dienen die Kennzahlen zur Finanzanalyse oder als wesentliche Entscheidungsvorbereitung für Entscheidungsträger bei Entscheidungen (etwa als Marktteilnehmer für Kauf-, Halte- oder Verkaufsentscheidungen über Wirtschaftsobjekte).

## Qualitätsmanagement
Im Qualitätsmanagement erstrebt man Verbesserungen von Prozessen und Ergebnissen. Dazu setzt man Ziele und misst den Zielerreichungsgrad mit Kennzahlen. Kennzahlen können je nach Ziel beispielsweise in Wikipedia die Anzahl der Artikel oder besser die Zunahme der Anzahl der Artikel oder noch besser die Zunahme der Anzahl der lesenswerten Artikel sein. Im Management kann beispielsweise die Arbeitszufriedenheit der Mitarbeiter oder die Zahl erfolgreich umgesetzter Verbesserungsvorschläge eine Kennzahl sein.

## Kritik, Fehlermöglichkeiten und Risiken
Die Fokussierung auf eine Kennzahl – anstelle eines ganzheitlichen Kennzahlensystems – birgt die Gefahr von fehlerhafter Interpretation bis hin zu Fehlverhalten; als typisches Beispiel hierfür gilt der Body Count, der zum Beispiel im Vietnamkrieg verwendet wurde. Die Verknüpfung der Kennzahl getöteter feindlicher Soldaten mit dem Zielerreichungssystem der militärischen Vorgesetzten führte zu Fehlinterpretationen wie der Einbeziehung ziviler Opfer bis hin zu Verstößen gegen das Kriegsrecht.
Letztlich ist eine Kennzahl stets nur ein quantitativer Indikator, der einer qualitativen Überprüfung und Interpretation im Hinblick auf die Erreichung des angestrebten Zieles bedarf.